# Jacob Immanuel Hamilton
Jacob Immanuel Hamilton (* 25. März 1682 in  Wachholzhagen bei Treptow an der Rega, Landkreis Greifenberg i. Pom., Hinterpommern; † 24. Juli 1728 in Stargard) war ein deutscher Jurist.
Hamilton wurde in dem hinterpommerschen Kirchdorf Wachholzhagen geboren, wo sein Vater Prediger war.  Er studierte zunächst Theologie an den Universitäten Leipzig und Halle, entschied sich dann jedoch für ein Studium der Rechtswissenschaften. Nach dem Studium strebte er zunächst eine Hochschullaufbahn an, erwarb eine Lehrbefugnis und hielt an der Universität Halle Kolloquien für Studenten über juristische, philosophische und andere Themen ab. Er brach die Hochschullaufbahn dann  ab, trat in den Dienst der Landesregierung und wurde königlich preußischer Kammeradvokat und später Hofgerichtsadvokat.

## Werke (Auswahl)
- Dissertatio iuris naturalis et civilis de detitione personarum noxiarum, Oktober 1708 (Digitalisat).
- Dissertatio inauguralis juridica de non recindendo contractu conductionis ob metrum spectrorum ,  Halle und Magdeburg 1711  (Digitalisat).
- Allerleichteste Art der Teutschen Redekunst, Leipzig 1712.